# Ljetni jednolist
Ljetni jednolist (obični jednolist, lat. Ophioglossum vulgatum), biljna vrsta iz porodice jednolistovki. Raširena je širom Europe i dijelovima Azije, sjeveroyapadne Afrike i obiju Amerika.
Jedna je od tri vrste jednolista, koji rastu i u Hrvatskoj.

## Podvrste
- Ophioglossum vulgatum subsp. africanum J.E.Burrows ex Pocock
- Ophioglossum vulgatum subsp. kilimandscharicum (Hieron.) J.E.Burrows
- Ophioglossum vulgatum subsp. vulgatum
- Ophioglossum vulgatum var. minus Moore
- Ophioglossum vulgatum var. taylorianum J.E.Burrows